# 9 (число)
9 (де́в'ять, дев'я́тка) — Натуральне число між 8 і 10

## Математика
- Квадрат числа 3
- Будь-яке число ділиться на 9, якщо сума його цифр дорівнює 9

## Музика
- Позначається інтервал нона
- Список Дев'ятих симфоній

## Релігія
Число 9, як воно використано в Біблії, є символ закінченості або суду.

## Дати
- 9 рік; 9 рік до н. е.